# مرداب لپو زاغمرز

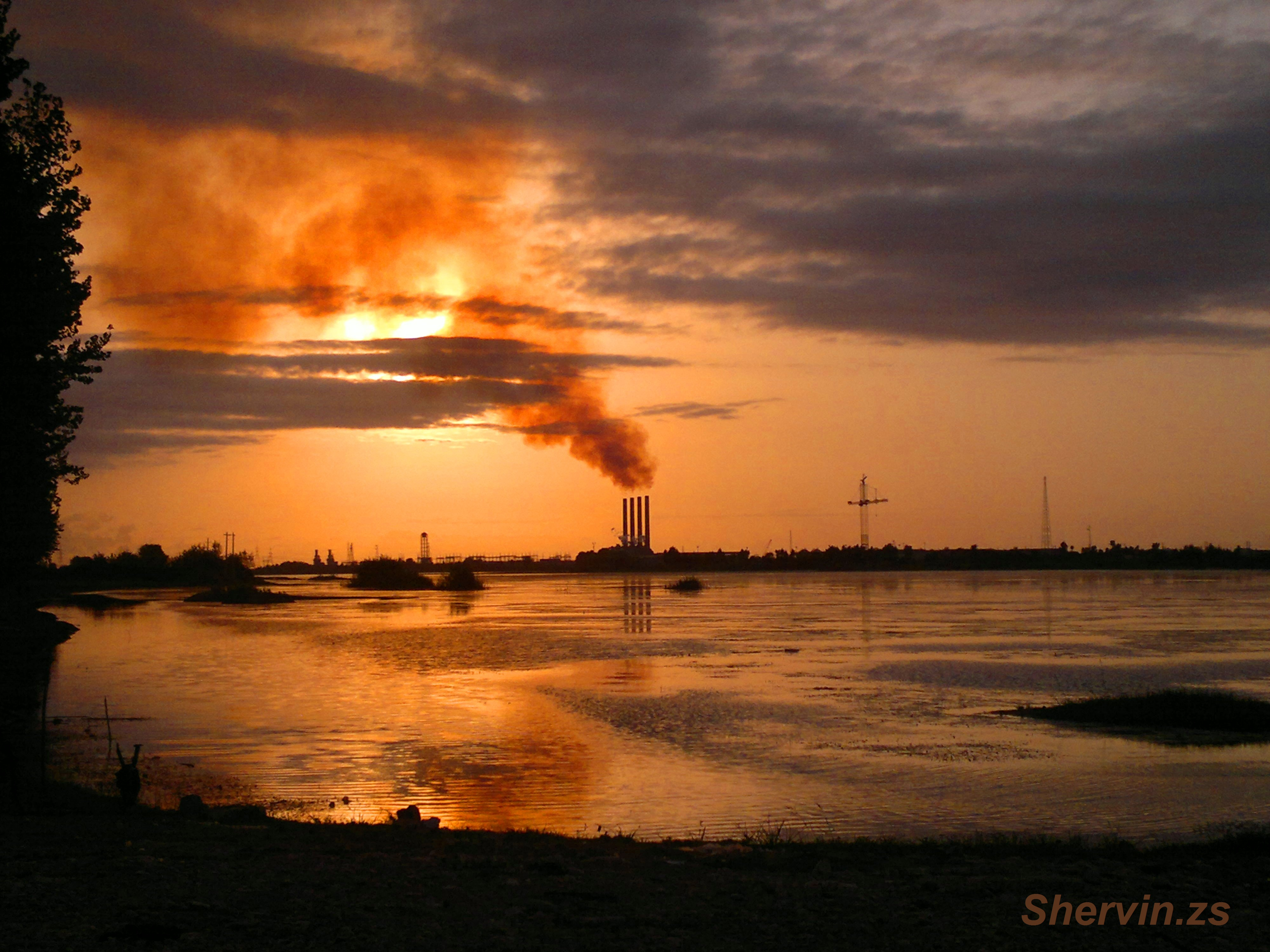
نمایی زیبا از غروب مرداب لپو

مرداب لپو زاغمرز در جوار دریای خزر و تالاب میانکاله واقع شده و تالابی است که همه ساله پرندگان بسیاری در آن زمستان گذرانی می‌کنند.
اگرچه در فصل گرما در این تالاب مرغابی‌ها به چشم نمی‌خورند اما کشیم‌های کوچک و پرستوهای دریایی تیره به تعداد زیاد زادآوری دارند که هیاهو و منظره‌های جالبی را به وجود می‌آورد. همچنین انواع و اقسام آبزیان از جمله کپور و اردک ماهی از نمونه‌های خاص ماهی‌های مرداب و آب بندان لپو می‌باشند.
تالاب بین‌المللی لپوی زاغمرز بر اساس اسناد و تصاویری که در حین ایجاد و احداث پل بر روی آن توسط اهالی زاغمرز در دست می‌باشد ابتدا به صورت یک مرداب کوچک با پهنایی محدود بوده و بعد به وسیله ساکنان زاغمرز با تخصیص اراضی شخصی برای ذخیره آب کشاورزی تعریض و به شکل کنونی و آب بندان مبدل گشته است.
منتهی‌الیه خروجی آب از قسمت خاوری مرداب لپو به ترتیب مرداب‌های شیرخان لپو، مرداب پلنگان، تالاب میانکاله، خلیج گرگان و نهایتاً دریای خزر می‌باشد.
لپوی زاغمرز در سال ۱۳۵۴ شمسی(۱۹۷۵ میلادی) در کنوانسیون بین‌المللی تالاب‌ها در شهر رامسر بعنوان تالاب بین‌المللی به ثبت رسید.